# بوم سوسيسو، بارانا
بوم سوسيسو بلدية في ولاية بارانا في المنطقة الجنوبية من البرازيل.